# Apodaca
Apodaca je čtvrté největší město v mexickém státě Nuevo León. Podle sčítání z roku 2005 má město včetně administrativně příslušných okrajů přes 418 tisíc obyvatel, z toho jich přes 393 tisíc žije přímo ve městě. Rozlohu má 183,5 čtverečních kilometrů.
Město je pojmenováno po Salvadorovi Apodaca, biskupovi z Linares, který se narodil v Gaudalajaře v roce 1769.